# Fort Sheridan

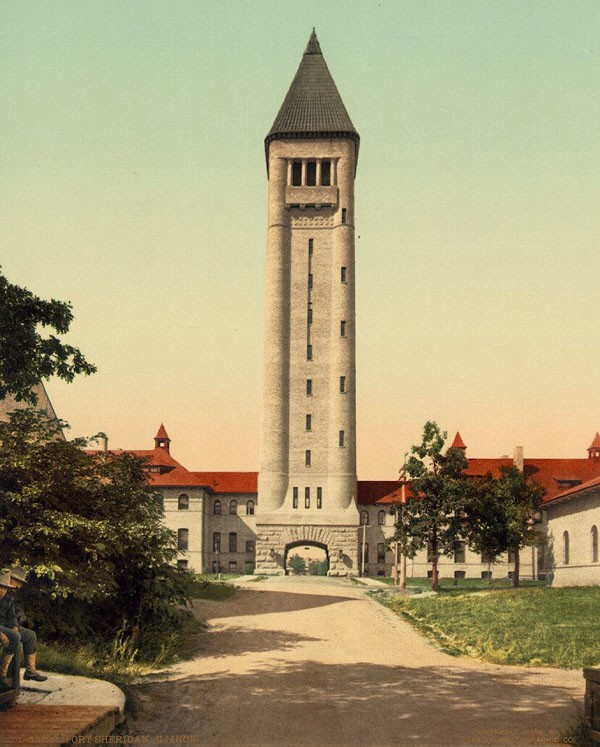
Château d'eau et baraquements de Fort Sheridan.

Fort Sheridan, situé au nord de Chicago, au bord du lac Michigan, dans l'État de l'Illinois, était une installation militaire de l'US Army qui fut en service de 1887 à 1993. Il fut ainsi nommé en l'honneur du général Philip Sheridan en remerciement des services rendus par ce dernier à la ville de Chicago.